# ثيرموجينين
ثيرموجينين Thermogenin (يسمى بروتين فك اقتران من قبل مكتشفه والمعروف الآن باسم بروتين فصل 1 ، أو UCP1 )  هو بروتين حامل ميتوكوندريا موجود في الأنسجة الدهنية البنية (BAT). يتم استخدامه لتوليد الحرارة عن طريق التوليد الحراري غير المرتعش ، ويقدم مساهمة هامة من الناحية الكمية لمواجهة فقدان الحرارة عند الأطفال والذي قد يحدث لولاه بسبب ارتفاع نسبة مساحة السطح إلى الحجم.

## الآلية
ينتمي UCP1 إلى عائلة UCP وهي بروتينات عبر غشاء المتقدرة تقلل من التدرج البروتوني الناتج عن الفسفرة المؤكسدة. يفعلون ذلك عن طريق زيادة نفاذية غشاء الميتوكوندريا الداخلي، مما يسمح للبروتونات التي تم ضخها في الحيز بين الغشاء بالعودة إلى مصفوفة (ماتركس) الميتوكوندريا. يفصل توليد الحرارة عن طريق UCP1 في الدهون البنية (سلسلة تنفس|سلسلة الجهاز التنفسي )، مما يسمح بأكسدة سريعة للركيزة مع معدل منخفض من إنتاج أدينوسين ثلاثي الفوسفات ATP. يرتبط UCP1 بنواقل أيض الميتوكوندريا الأخرى مثل ناقل نوكليوتيد الأدينين ، وهي قناة بروتون في الغشاء الداخلي للميتوكوندريا تسمح بنقل البروتونات من الحيز بين الغشاء الميتوكوندريا إلى مصفوفة الميتوكوندريا (الماتركس) . يقتصر UCP1 على الأنسجة الدهنية البنية ، حيث توفر هذه الأنسجة الدهنية آلية قدرة هائلة لتوليد الحرارة في الأنسجة.
يتم تنشيط UCP1 في الخلية الدهنية البنية بواسطة الأحماض الدهنية وتثبطه النيوكليوتيدات. يتم إطلاق الأحماض الدهنية من خلال سلسلة الإشارات التالية: تطلق أطراف الجهاز العصبي الودي النوربينفرين على مستقبل بيتا 3 الأدرينالي على غشاء البلازما . هذا ينشط انزيم adenylyl ، والذي يحفز تحويل ATP إلى الحلقي (cAMP). ينشط cAMP الحلقي بروتين كيناز أ ، مما يتسبب في تحرير وحداته الفرعية النشطة من وحدات R التنظيمية. البروتين النشط كيناز أ ، بدوره ، يـٌفسفر ليباز ثلاثي الجلسرين ، وبالتالي تنشيطه. ثم يحول الليباز ثلاثي الجلسرينات إلى أحماض دهنية حرة ، والتي تنشط UCP1 ، متغلبة على الخفض الناجم عن نيوكليوتيدات البيورين ( GDP وADP ). أثناء إنهاء هذا التوليد الحراري ، يتم تعطيل الثرموجينين ويتم التخلص من الأحماض الدهنية المتبقية من خلال الأكسدة ، مما يسمح للخلية باستئناف حالتها الطبيعية في الحفاظ على الطاقة.

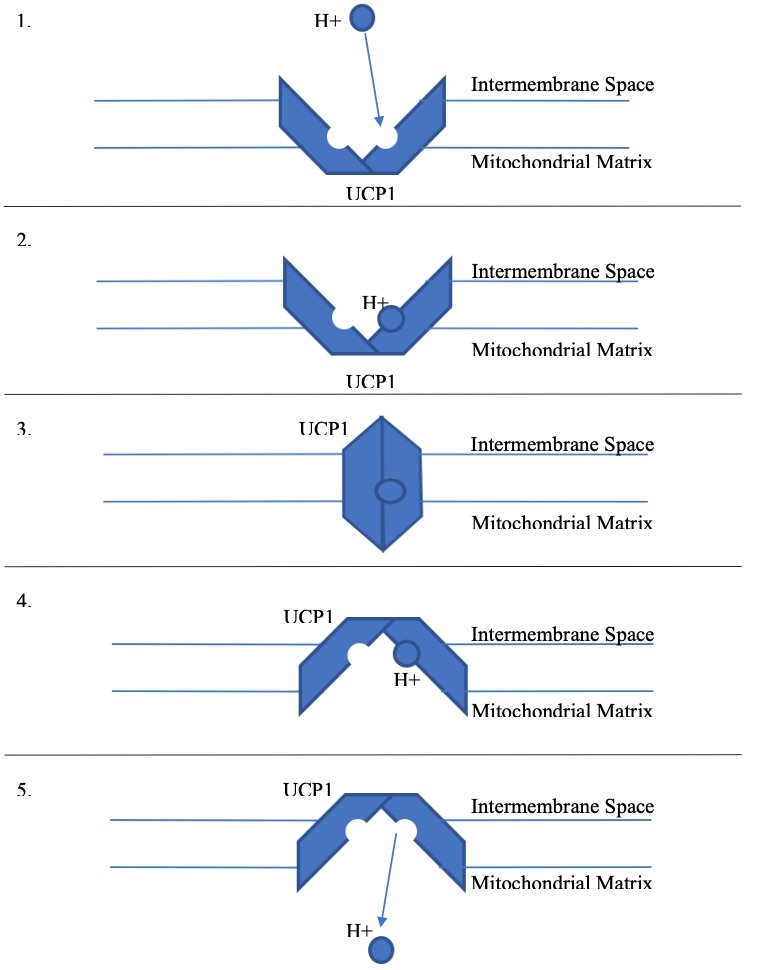
نموذج الوصول البديل لـ UCP1 ومعه H+ كركيزة Substrate.

UCP1 مشابه جدًا للبروتين الحامل ATP / ADP ، أو Adenine Nucleotide Translocator ( ANT ). يعتمد نموذج الوصول البديل المقترح لـ UCP1 على الآلية المماثلة لـ ANT . تأتي الركيزة إلى البروتين UCP1 النصف مفتوح من الجانب السيتوبلازمي من الغشاء ، يغلق البروتين الجانب السيتوبلازمي بحيث تكون الركيزة محاطة بالبروتين ، ثم ينفتح جانب الماتريكس من البروتين ، مما يسمح بتحرير الركيزة في مصفوفة الميتوكوندريا . يتم فتح وإغلاق البروتين عن طريق شد وفك جسور الملح على سطح غشاء البروتين. تم إثبات نمذجة UCP1 على ANT في العديد من البقايا المحفوظة بين البروتينين اللذين يشاركان بنشاط في نقل الركيزة عبر الغشاء. كلا البروتينين عبارة عن بروتينات غشائية متكاملة ، موضعية في غشاء الميتوكوندريا الداخلي ، ولديهما نمط مماثل من جسور الملح ، وبقايا البرولين ، والأحماض الأمينية الكارهة للماء أو العطرية التي يمكن أن تغلق أو تفتح عندما تكون في الحالة السيتوبلازمية أو في الماتريكس.

## البنية

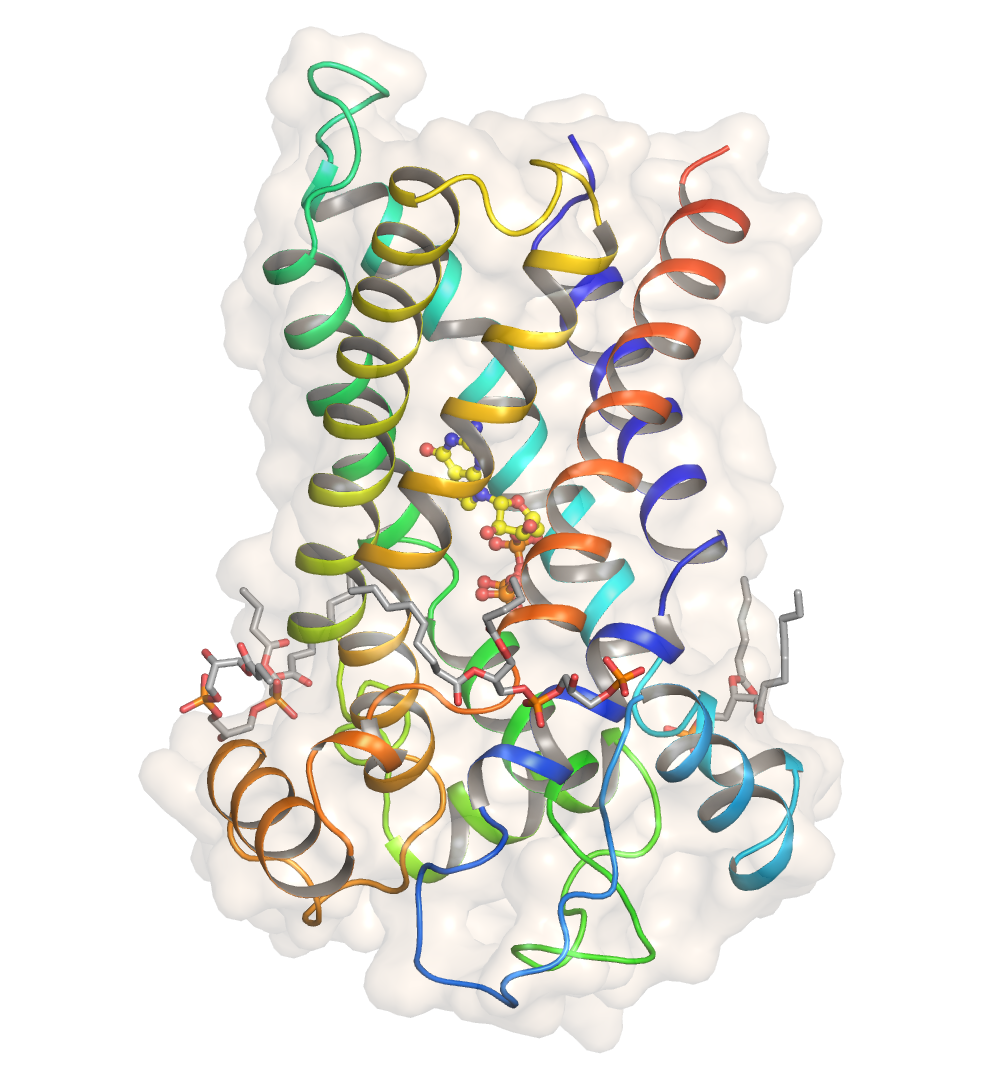
هيكل بروتين الفصل في البشر.

تم معرفة التركيب الذري لبروتين الفصل 1 في الإنسان 1 UCP1 بواسطة المجهر الإلكتروني المبرد. يحتوي الهيكل على الطية النموذجية لعضو من عائلة SLC25. يتم قفش UCP1 في حالة الفتح السيتوبلازمي بواسطة غوانوزين ثلاثي الفوسفات بطريقة تعتمد على الرقم الهيدروجيني ، مما يمنع تسرب البروتون.

## التطور
يتم التعبير عن UCP1 في الأنسجة الدهنية البنية ، والتي توجد وظيفيًا فقط في eutherians . من المحتمل أن يكون جين UCP1 ، أو الجين الحراري ، قد نشأ في سلف الفقاريات الحديثة ، لكنه لم يسمح في البداية لسلف الفقاريات باستخدام التوليد الحراري غير المرتعش للدفء. لم يكن الأمر كذلك حتى تم اختيار توليد الحرارة بشكل تكيفي في أحفاد الثدييات المشيمية لهذا السلف المشترك حيث طورت UCP1 وظيفتها الحالية في الأنسجة الدهنية البنية لتوفير دفء إضافي للجسم . بينما يلعب UCP1 دورًا حراريًا رئيسيًا في الثدييات المشيمية واسعة النطاق ، لا سيما تلك ذات حجم الجسم الصغير وتلك التي تعيش في سبات ، فقد فقد الجين UCP1 وظيفته في العديد من السلالات ذات الأجسام الكبيرة (مثل الخيول والفيلة وأبقار البحر والحيتان والوبر ) و السلالات ذات معدلات التمثيل الغذائي المنخفضة (مثل البنغول ، و المدرع ، الكسلان ، وآكلات النمل ). تُظهر الاكتشافات الحديثة لأخصائيي تقويم العظام غير المولدين للحرارة من UCP1 في الأسماك والجرابيات ، وأحفاد آخرين من أسلاف الفقاريات الحديثة ، أن هذا الجين قد تم نقله إلى جميع الفقاريات الحديثة ، ولكن بصرف النظر عن الثدييات المشيمية ، لا يمتلك أي منها القدرة على إنتاج الحرارة. يشير هذا أيضًا إلى أن UCP1 كان له غرض أصلي مختلف ، وفي الواقع تشير تحليلات التطور والتسلسل إلى أن UCP1 من المحتمل أن يكون شكلًا متحورًا من بروتين حامل ثنائي الكربوكسيل يتكيف مع التوليد الحراري في الثدييات المشيمية.

## التاريخ
وجد الباحثون في الستينيات من القرن الماضي ، الذين درسوا الأنسجة الدهنية البنية ، أنه بالإضافة إلى إنتاج المزيد من الحرارة مقارنة بالأنسجة الأخرى ، بدا أن الأنسجة الدهنية البنية تبدو وكأنها تــٌقصر أو تقطع ، الاقتران التنفسي. تم اكتشاف بروتين الفصل 1 في عام 1976 بواسطة David G. Nicholls و Vibeke Bernson وGillian Heaton ، ونُشر الاكتشاف في عام 1978 وتبين أنه البروتين المسؤول عن تأثير الفصل هذا. تمت تنقية UCP1 لاحقًا لأول مرة في عام 1980 وتم استنساخه لأول مرة في عام 1988.
تم تحديد البروتين الفصل الثاني (UCP2) ، وهو متماثل لـ UCP1 ، في عام 1997. يتمركز البروتين UCP2 في مجموعة متنوعة من الأنسجة ، ويُعتقد أنها تشارك في تنظيم أنواع الأكسجين التفاعلية (ROS). في العقد الماضي ، تم تحديد ثلاثة متجانسات إضافية لـ UCP1 ، بما في ذلك UCP3 و UCP4 و UCP5 (المعروف أيضًا باسم BMCP1 أو SLC25A14).

## الأهمية السريرية
كانت طرق إيصال UCP1 إلى الخلايا عن طريق العلاج بنقل الجينات أو طرق تنظيمها مسيرة مهمًة في البحث في علاج السمنة ، نظرًا لقدرتها على تبديد مخازن التمثيل الغذائي الزائدة.

## أنظر أيضا
- 2،4-دينيتروفينول (مكوك بروتون جزيئي صغير اصطناعي له تأثيرات مماثلة)

## روابط خارجية
- أمل أقراص الأعشاب البحرية المضادة للسمنة (بي بي سي - ذكر Thermogenin كجزء من العملية)
- thermogenin في المكتبة الوطنية الأمريكية للطب نظام فهرسة المواضيع الطبية (MeSH).